# Alan Rossett
Alan Rossett, de son vrai nom Howard Alan Ross, né le 17 décembre 1935 à Detroit, est un dramaturge américain qui écrit en français des pièces de théâtre régulièrement représentées en France. Il est également traducteur, acteur, metteur en scène et professeur d’art dramatique.

## Biographie
Alan Rossett commence une carrière de comédien à New York où il crée le rôle d'Horace dans Many Loves de William Carlos Williams au Living Theatre (1959).
Il joue également Iago dans Othello avec James Earl Jones (Helen Hayes Shakespeare Company au Brooklyn Academy of music, 1960).
Installé à Paris, il écrit et met en ondes Light and Shade avec Charles Boyer (Ville de Paris-CBS-Viacom, 1970).
Sa comédie High Time est jouée à Londres (Hampstead Theatre Club, 1972), à Sydney (Australian Theatre), à New York (Theater For The New City, 1974) et à Paris (sous le titre Pique-Soleil, au Théâtre La Bruyère, mise en scène de Stephan Meldegg, avec Bernard Murat).
Depuis 1982, Rossett écrit directement en français. Dans ses propres mises en scène, Sur une île flottante et La Spécialité, deux pièces de « passion et restauration » ont été jouées 200 fois parmi les clients et tables du restaurant Beaubourgeois Jean-Marie Proslier (1982-1984).
Par la suite, il a créé une dizaine de spectacles qui, tout en respectant la structure du comique stylisé, plongent les spectateurs au cœur d’un présent fantasmagorique.
Rossett et Beckett sont les seuls dramaturges, de langue anglaise d’origine, à figurer dans le Répertoire du théâtre contemporain de Claude Confortès, l’anthologie des auteurs de théâtre francophones du XXe siècle (éditions Nathan).
Rossett est membre-associé du Dramatists Guild of America, adhérent de Ecrivains Associés du Théâtre et sociétaire de la Société des auteurs et compositeurs dramatiques.
Il a écrit, mis en ondes et joué dans les versions anglaises de deux sons et lumières, Ainsi Blois vous est conté d’après Alain Decaux (1991-2009) et Les Lumières de Fès d'après Mohammed Tazi (1994). Pour Alain Decaux, il a également adapté les séquences jouées en anglais au Palais des congrès de De Gaulle, celui qui a dit non (2000).
Sa mise en scène de The Dining Room de Gurney à l’école Florent a été jouée 80 fois, un record pour un spectacle créé dans un cadre pédagogique (2000-2001). Il a mis en scène La Présentation de Rongieras-d'Usseau au Nouveau Théâtre Mouffetard avec Jean Davy (1994), Shakespeare-Show pour le Bal de Paris de 2001 au Grand Hôtel et, en 2002, EAT Surprise, au Grand Palais, un florilège des auteurs contemporains (Didier-Weill, Klein, Athéa, Viallon, Schapira, Levoyer, Rossett).
Comédien, il a tourné dans 30 films et téléfilms, dont JCVD (Mabrouk El Mechri), Love and Death (Woody Allen), Trois chambres à Manhattan (Marcel Carné), Marc et Sophie. Au théâtre il a joué dans Tessa de Giraudoux au Festival de Bellac et Guignol's Band au Déjazet et en tournée.

## Œuvres théâtrales
- 1970 : Tug of War, Roundabout Theatre, New York
- 1972-1975 : High Time (Pique-soleil), Hampstead Theatre Club London. Théâtre La Bruyère, Paris
- 1974 : Make Yourself At Home, Direct Theatre, New York
- 1982 : Sur une île flottante : Beaubourgeois-Jean-Marie Proslier, Paris
- 1983 : La Spécialité, Beaubourgeois–Jean-Marie-Proslier
- 1984 : Calamity Jane, Théâtre de l'Esprit Frappeur, Bruxelles
- 1985 : Annie Bettie et cetera, Théâtre Essaïon, Paris
- 1988 : Les Fugueurs de Meaux, Festival de l'Acte, Metz
- 1988 : Chat qui peut, Théâtre Essaïon, Paris
- 1990 : La Magicienne, La Mainate, Paris
- 1991 : Amour frappé, Théâtre Clavel, Paris
- 1994 : Pas chez nous !, Théâtre international de langue française, Toulouse
- 1997 : Pudeur et outrage, Théâtre Essaïon, Paris
- 2004 : Les Sans-attaches, Atalante, Paris
- 2009 : La Jeune Fille à son miroir, Studio 77, Paris

Audiovisuels
- 1970 : Light and shade, Ville de Paris-CBS-Viacom
- 1991 : A Castle Comes to Life, son et lumière d'après Alain Decaux et Robert Hossein, château de Blois
- 1994 : The Lights of Fes, son et lumière d'après Mohamed Tazi, Fès, Maroc

## Distinctions
- 1972 : New Drama Award High Time, Arts Council of Great Britain
- 1985 : aide à la création Annie Bettie et Cetera, Ministère de la Culture
- 1988 : aide Jeune Créateurs Jeune Public Chat qui peut, Ministère de la Culture
- 1997 : bourse d’encouragement Pudeur et outrage, Centre National des Lettres
- 2004 : bourse de création Les Sans-attaches, Centre National des Livres
- 2005 : aide à la production Chat qui peut, Beaumarchais
- 1998–2008 : 12 aides à la traduction, Beaumarchais, pour les œuvres de Ribes, Ruault, Didier-Weill, Beheydt, Cecchinato, Collette, Prévend, Prins, Nysenholf, Leconte, Beragmo, Rossett
- 2007 : bourse de création La Jeune Fille à son miroir, Centre national des Livres

## Filmographie

### Acteur
- 1963 : Harry's Girls de Richard Kinon
- 1965 : Le Gendarme à New York de Jean Girault
- 1965 : Trois chambres à Manhattan de Marcel Carné
- 1967 : Quand la liberté venait du ciel de Jacques-Gérard Cornu
- 1971 : Le Mans de Lee H. Katzin
- 1972 : L'Homme qui a sauvé Londres de Jean L'Hôte
- 1974 : Entre toutes les femmes de Maurice Cazeneuve
- 1974 : The Marseille Contract de Robert Parrish
- 1975 : La Cloche tibétaine de Michel Wyn
- 1975 : Love and Death de Woody Allen
- 1977 : Armaguedon d'Alain Jessua
- 1979 : L'Automne d'une femme de Jeannette Hubert
- 1979 : Bolivar et le congrès de Panama d'Eduardo Manet
- 1982 : L'Enlèvement de Ben Bella de Jean-François Delassus
- 1982 : Mers El-Kebir de Pierre Cardinal
- 1983 : Les Amours romantiques (Scènes de la vie de bohême) de Jeannette Hubert
- 1984 : Machinations de Bruno Gantillon
- 1984 : Lace de William Hale
- 1984 : Mistral's Daughter de Douglas Hickox
- 1986 : Sins de Douglas Hickox
- 1987 : Race for the Bomb de Jean-François Delassus
- 1988 : The Tenth Man de Jack Gold
- 1988 : King of the Olympics: The Lives and Loves of Avery Brundage de Lee Philips
- 1988 : Marc et Sophie de Didier Albert
- 1988 : Les Amies de Miami de Philippe Galardi
- 1992 : Notorious de Colin Bucksey
- 1992 : L'Ambassade en folie de Baz Taylor
- 1999 : La Loi des échanges de Jean-Françoise Ferrillon
- 2004 : Splinter Cell: Pandora Tomorrow de Jean-Michel Tari
- 2008 : JCVD de Mabrouk El Mechri
- 2009 : Paris 1919: Un traité pour la paix de Paul Cowan
- 2010 : Un lien incertain de Josée Dayan (TV)
- 2022 :  Un beau matin